# Мурілло (Техас)
Мурілло (англ. Murillo) — переписна місцевість (CDP) в США, в окрузі Ідальго штату Техас. Населення — 9158 осіб (2020).

## Географія
Мурілло розташоване за координатами 26°15′53″ пн. ш. 98°7′34″ зх. д. / 26.26472° пн. ш. 98.12611° зх. д. (26.264668, -98.126135).  За даними Бюро перепису населення США в 2010 році переписна місцевість мала площу 18,00 км², уся площа — суходіл.

## Демографія
Згідно з переписом 2010 року, у переписній місцевості мешкали 7344 особи в 1825 домогосподарствах у складі 1660 родин. Густота населення становила 408 осіб/км².  Було 1942 помешкання (108/км²). 
Расовий склад населення:
| - 91,7 % — білих - 0,8 % — азіатів - 0,7 % — чорних або афроамериканців - 0,3 % — корінних американців - 5,9 % — осіб інших рас |

До двох чи більше рас належало 0,6 %. Іспаномовні складали 96,1 % від усіх жителів.
За віковим діапазоном населення розподілялося таким чином: 37,7 % — особи молодші 18 років, 57,0 % — особи у віці 18—64 років, 5,3 % — особи у віці 65 років та старші. Медіана віку мешканця становила 26,6 року. На 100 осіб жіночої статі у переписній місцевості припадало 100,4 чоловіків;  на 100 жінок у віці від 18 років та старших — 94,6 чоловіків також старших 18 років.
Середній дохід на одне домашнє господарство  становив 52 281 долар США (медіана — 36 293), а середній дохід на одну сім'ю — 53 571 долар (медіана — 36 638). Медіана доходів становила 41 671 долар для чоловіків та 36 438 доларів для жінок. За межею бідності перебувало 24,7 % осіб, у тому числі 30,2 % дітей у віці до 18 років та 38,2 % осіб у віці 65 років та старших.
Цивільне працевлаштоване населення становило 2676 осіб. Основні галузі зайнятості: освіта, охорона здоров'я та соціальна допомога — 35,9 %, транспорт — 10,8 %, науковці, спеціалісти, менеджери — 9,4 %, публічна адміністрація — 8,2 %.